# Friedrich Kurt Benndorf
Friedrich Kurt Benndorf (* 27. Mai 1871 in Chemnitz als Friedrich Curt Benndorf; † 25. Februar 1945 in Dresden) war ein deutscher Dichter und Schriftsteller. Als Verwalter betreute er von 1897 bis 1904 die Musiksammlung der Königlichen sächsischen öffentlichen Bibliothek in Dresden.

## Leben
Er war der Sohn der Kaufmanns und Mitinhabers einer Chemnitzer Maschinenfabrik Karl Benndorf († 1901) und dessen Ehefrau Franziska geborene Oehme († 1898). Nach dem Besuch der Bürgerschule in Chemnitz wechselte er 1881 auf das dortige Königliche Gymnasium, das sich auf dem Kaßberg befand. Dort legte er 1890 das Abitur ab. Bereits in der Schulzeit wurde einer seiner Aufsätze 1889 preisgekrönt. Nach dem Schulabschluss begann er an der Universität Heidelberg Philosophie und Germanistik studieren, später wechselte er an die Friedrich-Wilhelms-Universität Berlin und zuletzt an die sächsische Universität Leipzig, wo er 1895 zum Dr. phil. promovierte. Das Thema seiner Dissertation lautete Sethus Calvisius als Musiktheoretiker. Daneben hatte Benndorf in dieser Zeit auch Vorlesungen an der Hochschule für Musik in Berlin besucht. Als Musikbegeisterter schlug er zunächst eine musikalische Laufbahn ein und wurde Dirigent des Berliner Akademischen Quartettvereins. Doch schon bald zog es ihn wieder nach Sachsen zurück, wo er in seiner Heimatstadt Chemnitz einen Organisten vertrat. Als die private Musikschule von Richard Ludwig Schneider einen Lehrer für Musikgeschichte, Theorie und Klavierunterricht suchte, wechselte er im Herbst 1885 in die sächsische Residenzstadt nach Dresden. Dort erhielt er 1897 eine dauerhafte Anstellung in der Königlichen öffentlichen Bibliothek, wo ihm die Verwaltung deren umfangreichen Musiksammlung übertragen wurde.
Die Monotonie des Arbeitsalltags als Verwalter ließen ihn schon bald nach einem Ausgleich suchen, den er für sich daran fand, Lyriker und Schriftsteller zu werden. Nach ersten Erfolgen und einer erfolgten Erbschaft reichte er 1904 seine Kündigung aus dem Bibliotheksdienst ein und lebte fortan freischaffend in Dresden. Zunächst unternahm er mehrere ausgedehnte Bildungsreisen. Der Ausbruch des Ersten Weltkrieges führte zu seiner Einberufung zum Wehrdienst, den er bis 1918 leistete. Durch die Inflation in der ersten Hälfte der 1920er Jahre verlor er Ersparnisse und Einkommensquellen. Durch Werkverträge wie der Mitarbeit der Erstellung des Totengedenkbuchs der Stadt Dresden oder Hilfsarbeiten am Stadtarchiv Dresden sicherte er seinen Unterhalt. Der Freistaat Sachsen hatte 1932 Einsehen mit einem kritischen Zustand und verlieh ihm den Sächsischen Staatspreis, der mit 400 Reichsmark dotiert war. Finanzielle Unterstützung erhielt er immer wieder von seinem Freund Alfred Mombert, dessen Werk er in zahlreichen Aufsätzen und drei Büchern publizistisch begleitete, und durch dessen Vermittlung von dem mit diesem befreundeten vermögenden Schweizer Dichter Hans Reinhart. 1934 wurde er Mitarbeiter der Dresdner Neuen Presse, die 1942 ihr Erscheinen kriegsbedingt einstellen musste.
Bei den schweren Bombenangriffen auf Dresden am 13./14. Februar 1945 wurde Friedrich Kurt Benndorf ausgebombt. Noch im gleichen Monat verstarb er in Dresden.
Friedrich Kurt Benndorf wohnte in Dresden-Blasewitz, Kaiserallee (heute Mendelssohnallee) 40.

## Darstellung Benndorfs in der bildenden Kunst
- Bernhard Kretzschmar: Bildnis des Lyrikers Dr. Benndorf (Radierung, 24,5 × 20 cm, 1920)[3]

## Schriften (Auswahl)
- Sethus Calvisius als Musiktheoretiker. Leipzig 1894.
- Hymnen an Zarathustra und andre Gedicht-Kreise. Leipzig 1900.
- (Hrsg.): Johann Kuhnau: Der musicalische Quack-Salber. Behr, Berlin 1900 (Nachdruck der Ausgabe Dresden 1700).
- Lyrische Symphonie. Berlin 1902.
- Gedichte. München/Leipzig 1906.
- Bou-Saâda. Eine Wüstenfahrt. München 1907.
- In frembde land’ dahin. Impressionistische Reiseblätter. Xenien, Leipzig 1908.
- Alfred Mombert, der Dichter und Mystiker. Xenien, Leipzig 1910.
- Samain. Essays und Umdichtungen. Bonsels & Co, München 1910.
- Der Aeon-Mythos von Mombert. Giesecke, Dresden 1917.
- (Hrsg.): Robert Spies. Gedenkbuch. Emil Richter, Dresden 1920.
- Lob der Stille. Gedicht. Pandora-Verlag, Dresden 1926.
- Die Jahreszeiten. Alte und neue Dichtungen. Horen-Verlag, Berlin-Grunewald 1930.
- 33 Jugendgedichte (unpubliziertes Manuskript)
- Mombert. Geist und Werk. Jess, Dresden 1932.

Sechs seiner Gedichte aus den Jahren 1910 bis 1912 wurden von Roland Bocquet für Singstimme und Klavier vertont.

## Nachlass
Der schriftliche Nachlass von Friedrich Kurt Benndorf, den er vor dem Bombenangriff 1945 retten konnte, wird seit 1970/71 in der heutigen Sächsischen Landesbibliothek – Staats- und Universitätsbibliothek Dresden aufbewahrt.